# Gibuldo
Gibuldo (em latim: Gibuldus; Gebavultus; fl. 470) foi um rei alamano ativo na segunda metade do século V, o último de uma série de monarcas conhecido antes da derrota dos alamanos na Batalha de Tolbiac de 496. É mencionado nas obras hagiográficas Vida de São Severino e Vida de Lupo e se sabe que teria saqueado Batávio (atual Passau) ou Augustobona (atual Troyes), mas teria sido influenciado por Severino ou Lupo a libertar os reféns.
Apesar dos alamanos ainda serem pagãos por esta época, Gibuldo provavelmente converteu-se ao arianismo por influência dos monarcas do Reino Visigótico.

## Vida

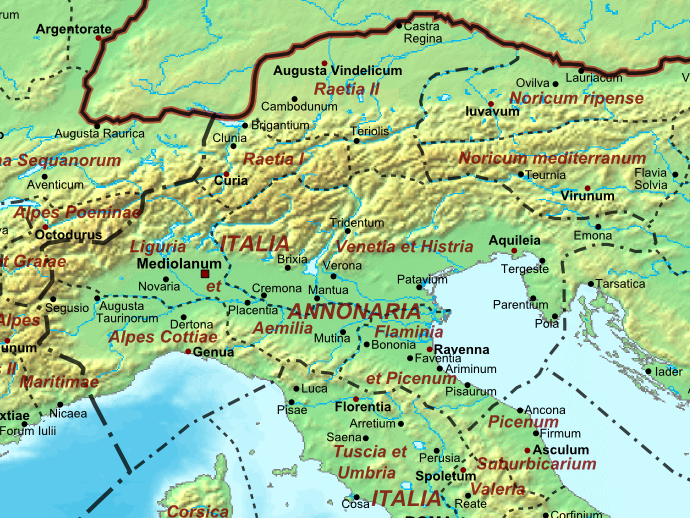
Itália Anonária ca. 400. A está no centro

Europa Ocidental no final do século V

Gibuldo era um monarca alamano originário das imediações da cidade de Batávio (atual Passau), na Récia II. É conhecido através de duas fontes hagiográficas, a contemporânea Vida de São Severino (ca. 470) escrita por Eugípio, e a posterior Vida de Lupo, onde seu nome aparece sob a forma Gebavulto. Acredita-se que a Vida de Lupo preserva a versão mais antiga do nome, que teria se originado do germânico comum *Gebō-Wulþuz, podendo significar que caso a passagem dependa da Vida de Severino, ela teria sido baseado numa versão anterior do texto, agora perdida.[carece de fontes?]
Outra sugestão foi que Gibuldo e Gebavulto poderiam, de fato, ter sido dois príncipes da mesma família nobre, mas não necessariamente o mesmo indivíduo. Porém, a opinião proeminente parece ser a de que ambos os relatos seriam independentes, e que a recorrência do nome apoia a tese de que os alamanos, anteriormente divididos entre numerosos reinos tribais insignificantes, pelo final do século V haviam se unido sob um único rei.
Segundo Eugípio, Gibuldo costumava saquear Batávio, até que o bispo Severino de Nórica solicitou que libertasse seus reféns romanos. Gibuldo ficou tão impressionado pelo abade cristão que concordou em libertar 70 deles. A Vida de Lupo relata uma história similar, mas nela Lupo desempenha o papel de Severino. Se ambos os relatos podem ser considerados independentes, isso sugeriria que o episódio dos reféns reflete um evento histórico, embora permaneça em aberto se teria ocorrido em Batávio ou Augustobona (atual Troyes). Seja como for, teria ocorrido cerca de 470.
A Alamânia, em meados do século V, estava situada a leste dos dois reinos arianos da Gália, o Reino Burgúndio e o Reino Visigótico. Alguns estudiosos especulam que devido a influência visigótica Gibuldo pode ter adotado a confissão ariana, enquanto é incerto se a maior parte da população alamana permaneceu pagã no século VI.